# Троицкий Иоанно-Богословский монастырь
Удомельский Троицкий Иоанно-Богословский монастырь — не сохранившийся монастырь, находившийся на озере Удомля (ныне Удомельский район Тверской области).

## История
Предположительно основан в XV веке учениками Сергия Радонежского.
По описи монастыря 1583 года, в монастыре имелись деревянные келлии, хозяйственные земли и две церкви — в честь Живоначальной Троицы, Рождества Пресвятой Богородицы.
В 1650 году монастырь подвергся грабежу.
Был приписан к Новоторжскому Борисоглебскому монастырю и впоследствии отписан от него.
В 1682 году был приписан к Кириллову монастырю в Новгороде и впоследствии отписан от него.
Упразднён в 1764 году по указу Екатерины II.
Ныне на месте монастыря находится Троицкий погост. Вместо старой церкви в 2003 году был построен Князь-Владимирский собор.

## Настоятели
- игумен Дионисий (1583)

Строители:
- Александр (1626)
- Ефрем (1651)
- Пимен (1658)
- Геннадий (1674)[4]
- Никон (1683–1698)
- Серафим (1699)
- Гавриил (1737, 1764)